# Rana macrocnemis
Espèce
Synonymes
- Rana camerani Boulenger, 1886
- Rana temporaria warenzowi Terentjev, 1923
- Rana macrocnemis angeloi Bogachev, 1927
- Rana kisatibensis Riabinin, 1928 "1927"

Statut de conservation UICN

 LC  : Préoccupation mineure
Rana macrocnemis est une espèce d'amphibiens de la famille des Ranidae.

## Répartition
Cette espèce se rencontre jusqu'à 3 000 m d'altitude, :
- en Russie dans le Nord-Caucase et le kraï de Krasnodar ;

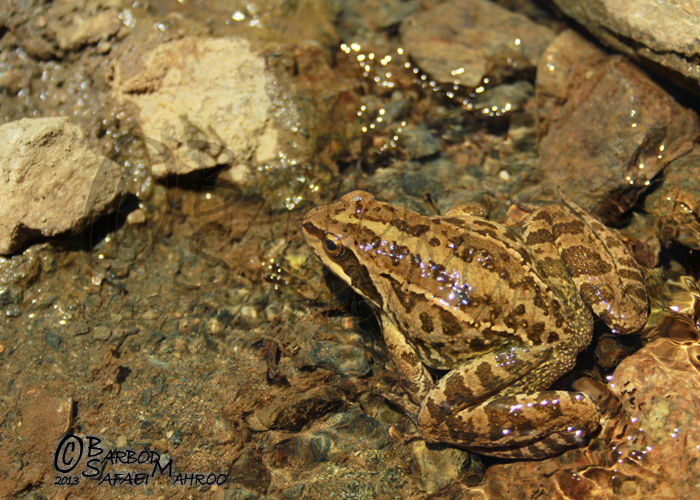
Rana macrocnemis

- en Arménie ;
- en Azerbaïdjan ;
- en Géorgie ;
- en Turquie ;
- dans le nord-ouest de l'Iran ;
- au Turkménistan.

## Publication originale
- Boulenger, 1885 : Description of a new species of frog from Asia Minor. Proceedings of the Zoological Society of London, vol. 1885, p. 22-23 (texte intégral).